# Oszuści
Oszuści (tytuł oryg. The Impostors) – amerykański film komediowy z 1998 roku.

## Obsada
- Oliver Platt – Maurice
- Stanley Tucci – Arthur
- Walker Jones – Maitre D'
- E. Katherine Kerr – Gertrude w "Hamlecie"
- George Guidall – Klaudiusz w "Hamlecie"
- William Hill – Bernardo w "Hamlecie"
- Alfred Molina – Sir Jeremy Burtom
- Michael Emerson – Asystent Burtoma
- Matt Malloy – Mike/Lertes w "Hamlecie"
- Ted Blumberg – Francisco w "Hamlecie"
- Lili Taylor – Lily 'Lil

i inni